# Novosibirsk
Novosibirsk (rusește: Новосиби́рск) este cel mai mare oraș din Siberia, Rusia cu 1,6 milioane locuitori și capitala regiunii Novosibirsk.

## Date geografice
Novosibirsk este amplasat pe malul fluviului Obi în Siberia de Vest. Între Moscova și Novosibirsk există o diferență de timp de 3 ore. Orașul cu o populație de aproape 1,4 milioane de locuitori este pe locul trei ca mărime în Federația Rusă. Dezvoltarea orașului a avut loc mulțumită așezării sale la sud de Câmpia Siberiei de Vest pe Calea ferată transsiberiană. Aici a fost construită ca simbol capela Sf. Nicolae, deoarece orașul era considerat punctul geografic central al Imperiului Rus. În prezent, punctul geografic central se află la Krasnoiarsk.

## Istorie
Istoria orașului Novosibirsk a început abia în anul 1893, când, în mijlocul părții sudice a Siberiei, a fost construită o gară pentru trenul transsiberian. În următorii 70 de ani, numărul locuitorilor  orașului a continuat să crească, depășind 1.000.000. Novosibirsk și-a căpătat denumirea actuală abia în anul 1925. Anterior, stația de cale ferată de pe Obi se numea Novonikolaevsk. Calea ferată cu patru linii care unește Moscova cu Vladivostok a fost construită între anii 1891 și 1916.
La Novosibirsk au avut loc mai multe demonstrații publice pentru crearea Republicii Siberiene, ca parte a Federației Ruse cu drepturi egale cu ale altor regiuni autonome.

## Obiective culturale

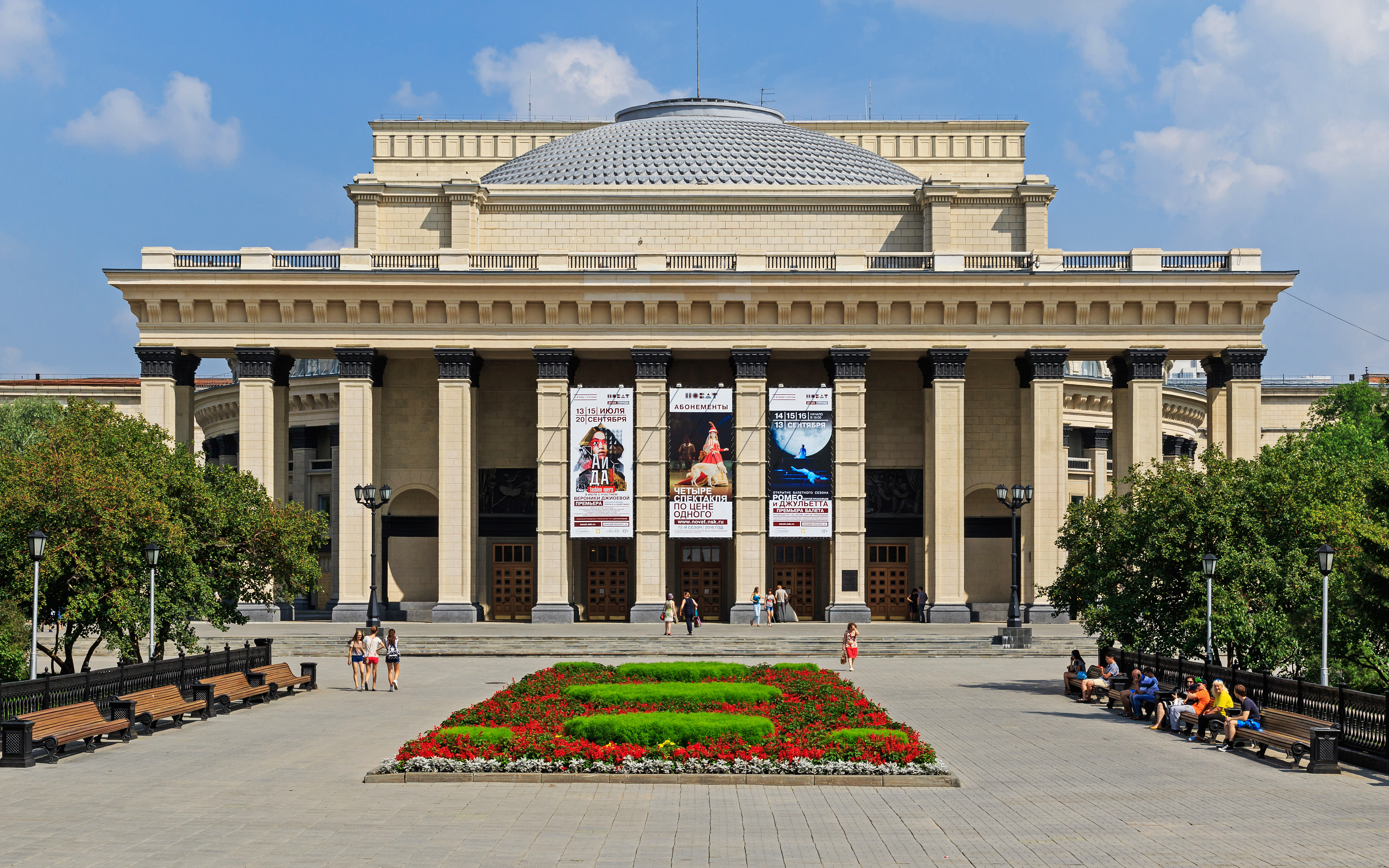
Opera din Novosibirsk

În oraș se află un număr mare de muzee, teatre și galerii de artă. Din teatre se poate aminti ca cel mai mare: Teatrul Academic de Operă și Balet, aici se acordă premii ca "Masca de Aur". În Novosibirsk există un muzeu al satului, muzeul nou de istorie și cultură a popoarelor din Siberia, sau muzee cu exponate zoologice și geologice. Orașul este un important centru cultural al regiunii, teatrele și operele din Novosibirsk recrutează membri din renumitul Conservator „Glinka“. Conservatorul de balet și teatru întemeiat în 1937 are profesori de renume internațional, ca Arnold Katz. La Școala superioară de violină din Novosibirsk au absolvit muzicieni ca Anton Barahovski, Vadim Repin și Ilia Konovalov.

## Personalități născute aici
- Liubov Șutova (n. 1983), scrimeră.

## Legături externe
- http://english.novo-sibirsk.ru/